# Hitflip
Hitflip  war eine kommerzielle Internet-Tauschbörse für Bücher, Film-DVDs, Musik und Computerspiele.

## Firmengeschichte
Nach dem Vorbild der amerikanischen Online-Tauschbörse peerflix gründeten 2005 die Doktoranden Andre Alpar, Jan Miczaika und Gerald Schönbucher der Vallendarer WHU – Otto Beisheim School of Management die DVD-Tauschbörse Hitflip. Motiv dafür war nicht zuletzt das Fehlen einer Videothek in Vallendar. Im November 2006 expandierte man nach Österreich. Anfang Februar 2007 übernahm man den britischen Konkurrenten Swopex einvernehmlich und wurde dadurch Marktführer in Großbritannien. Als Nächstes beabsichtigte die Firma eine Expansion in die Niederlande und die Schweiz. Zwischenzeitlich konnten auch Bücher, Spiele und Musik-CDs auf Hitflip getauscht werden.
Der im November 2007 von der gleichen Betreibergesellschaft gestartete Marktplatz für Medienprodukte „Hitmeister“ wurde im Juni 2008 der erste Marktplatz mit TÜV-Zertifizierung, hatte Hitflip beim Wachstum überholt und machte sich auch als Veranstalter wichtiger E-Commerce-Branchentreffen einen Namen.
2008 erfolgte jedoch der Rückzug aus Großbritannien, die anderen Expansionspläne wurden aufgegeben; am 7. Mai 2009 wurde das Österreichgeschäft an die deutsche Tauschplattform angeschlossen.
Ab Mitte 2015 zog sich der Dienst ohne weitere Informationen gegenüber seinen registrierten Nutzern sukzessive aus dem Geschäft zurück. Auf E-Mails wurde nicht mehr geantwortet und auch die Kundenhotline war nicht mehr zu erreichen. Zum Teil kam es dann auch zu einem kompletten Ausfall der Internetpräsenz, angeblich aus technischen Gründen.
Seit etwa Mai 2016 ist die Seite hitflip.de nicht mehr im Internet erreichbar. Was aus den von den Nutzern eingezahlten Guthaben und die damit zum Tauschen verbundenen Flips wurde, blieb unklar. Seitens der Hitmeister GmbH gab es diesbezüglich keine Stellungnahme oder einen konkreten Ansprechpartner. Zuletzt waren auf der Seite rund 275.000 Kunden bei Hitflip registriert.
Im Januar 2017 übernahm real.- das Portal hitmeister.de. Zum 15. Februar 2017 wurde hitmeister.de in real.de übergeleitet, die Hitmeister-Nutzerkonten wurden zu real,- Nutzerkonten umgestellt.

## Funktionsweise
Jeder Benutzer bot seine Artikel zum Tausch an, deren Tauschpreis er selbst in der virtuellen Tauschwährung Hitflip festlegte. Diese wurden wiederholt gesplittet, um Artikel besser einpreisen zu können. So hatte 1 Flip ein Gegenwert von bis zu 3 Euro, 2 Flips einen Wert von 3 bis 6 Euro usw. Wurde einer der angebotenen Artikel angefordert, erhielt der Veräußerer vom Erwerber den geforderten Betrag an Hitflips gutgeschrieben. Dafür konnte der Benutzer dann wieder Artikel anderer Anbieter anfordern. Anders als beim Bookcrossing gingen die ertauschten Artikel ins Eigentum des Erwerbers über. Als Eingabehilfe beim Anbieten von Artikeln diente eine hinterlegte Datenbank, so dass beim Einstellen der meisten Artikel nur ISBN bzw. EAN eingegeben werden mussten, aus welcher die wichtigsten Informationen (Autor bzw. Interpret, Titel, Erscheinungsjahr usw.) automatisch generiert wurden. Es war zudem möglich, auch Artikel ohne ISBN oder EAN anzubieten. Die Zuverlässigkeit der Tauschpartner konnte auf einer von 0 bis 5 reichenden Skala bewertet werden. Die Versandkosten trug der Veräußerer. Die Tauschplattform war gebührenpflichtig und als FOAF-Netzwerk konzipiert.

## Kritik
Hitflip geriet in Kritik, nachdem die Betreiber Artikel löschten, die ihrer Meinung nach zu teuer waren. Daraufhin verließen immer mehr Nutzer die Plattform, was wiederum zu neuer Kritik führte, da die übrigen Nutzer ihre virtuelle Währung Hitflips nicht mehr in dem Umfang verwenden konnten, in dem sie es gewohnt waren.